# João de Ornelas da Silva
João de Ornelas da Silva (Praia da Vitória, 11 de janeiro de 1887 — Lisboa, 14 de fevereiro de 1942) foi um professor do ensino secundário e político, que, entre outras funções, foi deputado e governador civil dos distritos de Évora (1919), de Vila Real (13 de junho a 24 de setembro de 1921) e de Faro (13 de janeiro a 16 de janeiro de 1922).

## Biografia
João d'Ornelas da Silva nasceu na então vila da Praia da Vitória, na ilha Terceira, tendo cursado o ensino secundário em Angra do Heroísmo. Concluído o ensino secundário e os estudos preparatórios, em outubro de 1910 matriculou-se no curso de Filosofia da Universidade de Coimbra, que concluiu em 1914. No ano seguinte, fez o curso de habilitação ao magistério no ensino secundário, onde leccionou durante dois anos.
Com a entrada de Portugal na Primeira Guerra Mundial, foi incorporado no Exército como oficial miliciano, permanecendo nas fileiras até ao fim do conflito. Regressou às suas funções como professor do ensino secundário e ingressou na vida política ativa como militante do Partido Evolucionista, então chefiado por António José de Almeida, ganhando rapidamente destaque nas fileiras do partido. 
Na fase mais conturbada da Primeira República, foi eleito deputado pelo círculo eleitoral do distrito de Angra do Heroísmo nas legislaturas de 1919, 1921 e 1922, nas listas da Conjunção Republicana. Nesse período foi nomeado pelo 30.º governo republicano para os cargos de governador civil de Évora e de Vila Real, que exerceu de forma efémera dada a queda dos governos. Em  1925 foi novamente eleito deputado pelo círculo de Angra do Heroísmo, desta feita nas listas do Partido Republicano Nacionalista. Como deputado, teve uma profícua acção em defesa dos interesses do seu círculo eleitoral, sendo conhecido como o cônsul dos terceirenses em Lisboa. Dos seus mandatos destaca-se a aprovação de verbas para obras marítimas (portos e muralhas de proteção costeira em Angra), para construção de faróis, a criação do Posto Zootécnico de Angra do Heroísmo, medidas protecção à indústria de lacticínios açoriana e a manutenção do Liceu Central de Angra.
Com o golpe de 28 de maio de 1926 e a consequente queda da Primeira República Portuguesa, passou a funcionário da Presidência da República, de onde se aposentou em 1934. Empregou-se de seguida na direcção da Companhia de Seguros Tagus.